# 函館市青函連絡船記念館摩周丸
函館市青函連絡船記念館摩周丸（はこだてし せいかんれんらくせんきねんかん ましゅうまる）は北海道函館市にある博物館船である。日本国有鉄道（→北海道旅客鉄道）青函航路に就航していた津軽丸型連絡船「摩周丸（2代目）」の船体を使用（博物館船）し、内部も一部現役当時のものを残している。

## 青函連絡船摩周丸（2代）の概要
（津軽丸型としての詳細は津軽丸（2代）参照）
津軽丸型第5船で、外舷は下部がうす緑色（5G7/6）、上部が乳白色（7.5Y9/0.5）という塗装色で建造されつつあったが、当時就航中であった第2船八甲田丸ならびに、先行して建造中の第4船大雪丸（2代）と同色で、就航中の第3船松前丸（2代） の緑色（2.5G5.5/6）と象牙色（2.5Y9/2）とも似ており、竣工直前に新幹線の色ということで、藍色（4.5PB2.5/7.8）とクリーム色（2.5Y9/4）に塗りなおしての就航となった。就航後外舷上部は乳白色（7.5Y9/0.5）に戻され、さらにその後象牙色（2.5Y9/2）に変更されたりはしたが、新造時より煙突色は外舷下部と同色で、終航まで大きな塗色変更はなかった。
第4船 大雪丸（2代）、第6船 羊蹄丸（2代）同様、搭載主機械重量増加による機関部重量増加に対応するため、溝形プレスを施した薄鋼板“ハット・プレート”（コルゲートプレート）の使用範囲を増やすなどして船体軽量化に努めたが、唯一の外板への使用個所であった航海甲板の甲板室外板への使用は、前後の消音器室の側面に限るなど3隻中最も抑制的であった。
本船から、遊歩甲板室後壁の傾斜を直立とし、その分航海甲板を後方へ拡張できたため、航海甲板後端では、後部消音器室の後ろ側にも手摺を設け、旅客用歩行スペースとし、展望の便が図られた。
また、寝台車航送の準備工事として、車両甲板の前部機関室囲壁船尾側、船2・3番線間に短いプラットホームと、そこから船楼甲板の2等出入口広間へ上る階段が設置されたが、国鉄が目論んだ旅客を寝かせたままでの寝台車航送を運輸省が許可せず、結局寝台車航送は実現しなかった。しかし、この階段を使用することで、喫水線上約2mと低く、岸壁との間に容易にタラップを架けることのできる車両甲板中央部の舷門からの旅客の乗下船が可能となり、専用岸壁以外での客扱いができたため、摩周丸（2代）・羊蹄丸（2代）・十和田丸（2代）の3隻は、青函航路外への周遊船や、鉄道不通時の代行旅客輸送船としても使用された。
積載車両の横転を防ぐ甲種緊締具は、津軽丸（2代）就航時から、従来の重さ20kgのハサミ式のターンバックル方式から13kgの両側フック式に軽量化されたが、さらなる軽量化を目指した鎖のレバー・ブロック方式も開発され、車両渡船檜山丸（初代）での試験採用を経て、摩周丸以降の客載車両渡船・車両渡船の船首側25mで採用された。
なお、函館市青函連絡船記念館摩周丸の前身は「函館シーポートプラザ」で、摩周丸はその一部という位置づけであった。

## 沿革

### 青函連絡船時代
- 1964年（昭和39年）12月2日 - 三菱重工業神戸造船所にて起工[14][15]。
- 1965年（昭和40年）
  - 6月15日 - 竣工
  - 6月21日 - 11時05分函館港回着（函館2岸）[16]
  - 6月24日 - 函館3岸9時05分発　茂辺地沖で速力試験の後、14時40分沖発、青森2岸19時20分着の7210便より試運航開始[17]
  - 6月30日 - 函館2岸12時25分発、青森2岸16時45分着20便より青函連絡船として就航[18]
  - 9月8日 - 106便-107便で青森1岸停泊中の13時55分、操舵室プロペラ制御スタンドから発煙、直ちに消火されたが、可変ピッチプロペラ制御系電線が焼損し遠隔操縦不能となった。14時50分発107便は機側操縦で運航し、函館2岸17分遅着の19時37分着（遅着の原因は、函館2岸18時30分発の4便 津軽丸（2代）が遅着した4D上り特急「おおとり」を待ち14分延発のため）、21時56分離岸沖泊[19][20]。
  - 9月9日 - 函館2岸20時40分発　青森1岸10日1時20分着の112便で復帰[21]
- 1970年（昭和45年）7月3日 - 船舶積量測度法改正（1967年8月1日）により減トン登録、5,363.33総トンとなる[22][23]。
- 1973年（昭和48年）12月28日 - 旅客定員通年1,330名[24]
- 1975年（昭和50年）8月27日 - 台風6号による8月24日からの函館本線桂川 - 野田生間不通のため、函館 - 室蘭間に摩周丸（2代）と十和田丸（2代）の2隻を用いて8月31日までの5日間、旅客代行輸送を毎日2往復運航[25][26]。十和田丸　函館1岸5時30分発、室蘭11時00分着8001便　室蘭12時30分発、函館1岸18時着8006便　摩周丸　函館1岸11時40分発、室蘭17時10分着8005便　室蘭18時30分発、函館1岸24時00分着8002便[27]
- 1977年（昭和52年）
  - 3月7日 - 国鉄青函航路開設70年目を記念し各船のシンボルマークを発表。摩周丸は「神秘の湖・摩周湖」[28]。
  - 6月 - シンボルマークを船楼甲板室両舷にペイント描き[29]、左右両舷の中央に縦3.5m・横5mのサイズで描かれ同月3日よりシンボルマーク付きでの運航を開始[30][31]
  - 7月 - 遊歩甲板室後壁に鋼板製シンボルマーク取り付け[29]
- 1978年（昭和53年）6月 - 船楼甲板室両舷に鋼板製シンボルマーク取り付け[29]、レーダー情報処理装置（CAS）装備[32][33]
  - 7月8日 - 喫茶室「サロン海峡」営業開始[34]（グリーン自由椅子席44席撤去）旅客定員1,286名
- 1980年（昭和55年）6月 - 後部普通船室左舷椅子席と右舷雑居席の間の壁を撤去し、両舷通しの大部屋雑居席とし、映写用スクリーンと放送設備を設置[35]。
- 1984年（昭和59年）3月3日 - 函館1岸2時40分発、青森1岸6時30分着の170便（貨物便　乗用車航送なし）として航海中の3時26分、遊歩甲板高級船員居住区廊下で火災発生し、3時40分頃鎮火、直ちに函館へ戻り4時47分函館2岸着、一等航海士、二等航海士、事務長の3名が死亡[36][37]。
- 1987年（昭和62年）4月1日 - 国鉄分割民営化によりJR北海道に継承。
- 1988年（昭和63年）
  - 3月13日 - 青森2岸15時00分発　函館1岸18時50分着の5便で終航[38]、19時45分沖出し[39]
  - 3月14日 - 8時30分から10時30分まで函館1岸着岸、以後沖出し、3月16日より函館どつくで係船[40][41]。

### 終航後
- 1988年（昭和63年）7月9日 - 9月18日 - 青函トンネル開通記念博覧会の函館会場（函館どつくの乾ドック）にて展示。
- 1989年（平成元年）7月26日 - JR北海道と函館市及び函館商工会議所、全日本空輸、新日本製鐵などの出資で第3セクター「函館シーポートプラザ」を設立[42]。摩周丸の船体はJR北海道から函館シーポートプラザへ売却。
- 1990年（平成2年） - 函館どつくにて展示船への改装が行われる。
  - 乗船口付近の改装、旧消音機室のホールへの改装、旧船長室・航海士室付近の窓の大型化と部屋割の変更、展示室となった旧グリーン指定席・寝台室の部屋割りの変更はこの時点で施工された。
  - なお、アスベストの除去は展示室部分のみであり、公開する予定のない区画のアスベスト除去は施工されなかった。
- 1991年（平成3年）4月26日 - 旧函館桟橋駅の跡地で連絡船乗り場・待合室棟を改装した函館シーポートプラザが運営し22店舗を擁する商業施設「ピアマーケット」（1990年7月20日開業[43]）の付帯施設として「メモリアルシップ摩周丸」として一般公開を開始[44]。
  - 当初はピアマーケット内に函館駅の改札口が設けられており、連絡通路と跨線橋を介してホームへ向かうことができた。
  - 連絡通路は平成9年に開通した「ともえ大橋」の架橋の支障となるため撤去されたが、改札口は機能を失ったものの、遅くとも2005年の建物改装時まではほぼそのままの形で残されていたほか、現在も連絡通路の名残が外壁の一部に残っている。
- 1993年（平成5年） - 北海道南西沖地震に伴う岸壁修繕の為回航、また相次ぐテナント撤退や岸壁修繕作業に伴う回航費により函館シーポートプラザが経営不振に陥る[44]。
- 1995年（平成7年） - 函館市・JR北海道が函館シーポートプラザに各5億円の無利子融資を実施を決定[44]。
- 1996年 （平成8年） - 函館シーポートプラザが1995年度決算で累積損失12.4億円を計上し再建計画を策定[45]、JR北海道が経営支援としてピアマーケット棟を買い取り2階旧レストラン部を貸しホールに転換[46]。
- 1997年 （平成9年） - 地ビールメーカー「函館麦酒工房」がピアマーケット1階にレストランを開設、翌年には2階ホールにもレストランを拡張[47]。
- 2001年（平成13年）8月 - 「ピアマーケット」及び「メモリアルシップ摩周丸」の運営会社であった函館シーポートプラザが、多額の負債のため摩周丸の買い取りを函館市へ打診。
  - 函館シーポートプラザ側からは3億8000万円での船体購入が打診され、初期リニューアル費用等を加え総額4億6000万円にも達することから購入の是非を巡り賛否両論が上がったものの、函館市は後に保存活用の為購入する事を決定。
- 2002年（平成14年）
  - 8月 - 特定非営利活動法人「語りつぐ青函連絡船の会」が中心となり汽笛の修復が行なわれ、14年ぶりに鳴らされた。
  - 9月 - 函館麦酒工房が赤字続きの直営レストランを閉鎖し業務を工場での醸造のみに縮小したため、ピアマーケットの商業施設としての営業終了。但し、イベント等での使用は継続。
  - 10月31日 - 旧青函連絡船「摩周丸」保存活用懇談会、第1回懇話会を開催。
  - 11月30日 - メモリアルシップ摩周丸としての営業が終了。函館シーポートプラザは函館市へ摩周丸を譲渡し、翌年には会社整理をして解散。
- 2003年（平成15年）
  - 1月17日 - 摩周丸が船体の補修を含めたリニューアルを行うため、タグボートに牽かれ函館どつくへ回航。
  - 3月3日 - 補修を終えた摩周丸が1ヵ月半ぶりに桟橋に戻る。
  - 4月19日 - 施設名称を「メモリアルシップ摩周丸」から「函館市青函連絡船記念館摩周丸」と改めリニューアルオープン。
  - 管理運営は函館市から財団法人函館市文化・スポーツ振興財団へ委託。
  - 前年に復元された汽笛は、実際に運航する船舶が汽笛を鳴らすような悪天候の日を除いて、毎日正午と午後5時に3秒ずつ吹鳴することを函館海上保安部より認められた他、年越しイベントや入出航模擬の際にも随時吹鳴されている。
  - 5月 - 旧青函連絡船「摩周丸」保存活用懇談会、旧青函連絡船「摩周丸」保存活用に関する提言を函館市へ提出。
  - 8月 - 函館麦酒工房が醸造を含め全ての営業を停止[48]。
- 2004年4月 - 函館麦酒工房、株主総会をもって廃業[48]。同時に、ピアマーケットの建物が完全に閉鎖された。
- 2005年
  - 1月 - 3月 - 指定管理者の公募及び選定を開始
  - 3月25日 - 指定管理者選定の結果、ピアマーケットの建物に新たに入居するクラシックカー展示施設「クイーンズポートはこだて」の運営会社である「ワールドクラシックカーミュージアム函館」とする事が函館市議会で可決される。
  - 4月1日 - 「クイーンズポートはこだて」のオープンに合わせ、函館市青函連絡船記念館摩周丸の運営が函館市から指定管理者である「ワールドクラシックカーミュージアム函館」へ移行。
  - 4月16日 - 「クイーンズポートはこだて」開業、クラシックカー60台の展示やラジコンレース場、レストランを設けた[49]。
- 2007年（平成19年）
  - 7月1日 - 9月20日 - 2008年4月からの新指定管理者公募開始。
  - 11月15日 - 「特定非営利活動法人 語りつぐ青函連絡船の会」が新指定管理者候補に選定。
  - 12月19日 - 函館市告示第450号により、特定非営利活動法人「語りつぐ青函連絡船の会」が次期指定管理者に指定。
- 2008年（平成20年）
  - 3月31日 - 「クイーンズポートはこだて」が集客の伸び悩みと収益の見通しが立たなくなり閉館。
  - 4月1日 - 函館市青函連絡船記念館摩周丸の指定管理者が「ワールドクラシックカーミュージアム函館」から特定非営利活動法人 「語りつぐ青函連絡船の会」に移行。資料整理等のため一時休館。
  - 4月3日 - 新指定管理者のもとで仮オープン。前指定管理者がほぼ放置していた補修作業及び展示内容のリニューアルが開始される。
  - 6月15日 - リニューアルオープン。シーサイドサロンの一角に「ニューサロン海峡」オープン。
- 2009年（平成21年）
  - 2月6日 - 経済産業省から館内の青函連絡船に関する資料および展示物等が近代化産業遺産に認定される。
  - 6月30日 - 老朽化が進んでいた前部マストの修復工事が完了する。
- 2011年（平成23年）7月24日 - 青函連絡船メモリアルシップ八甲田丸や可動橋と共に機械遺産44番に認定される。
- 2013年（平成25年）11月 - 旧ピアマーケット棟を解体開始[50]、翌年解体終了[51]。
- 2020年（令和2年）
  - 2月5日 - 船体改修のため、対岸にある「函館どつく」へ3隻のタグボートでえい航[52]。
  - 2月26日 - 函館どつくから対岸の函館港若松埠頭に戻った。3月6日に営業再開[53]。

## 施設
（2020年2月現在）
- 乗船口棟
  - 受付・売店
- 2階
  - 出入口広間
  - 補助汽船錨・煙突マーク実物展示
  - 銅鑼・号鐘
- 3階

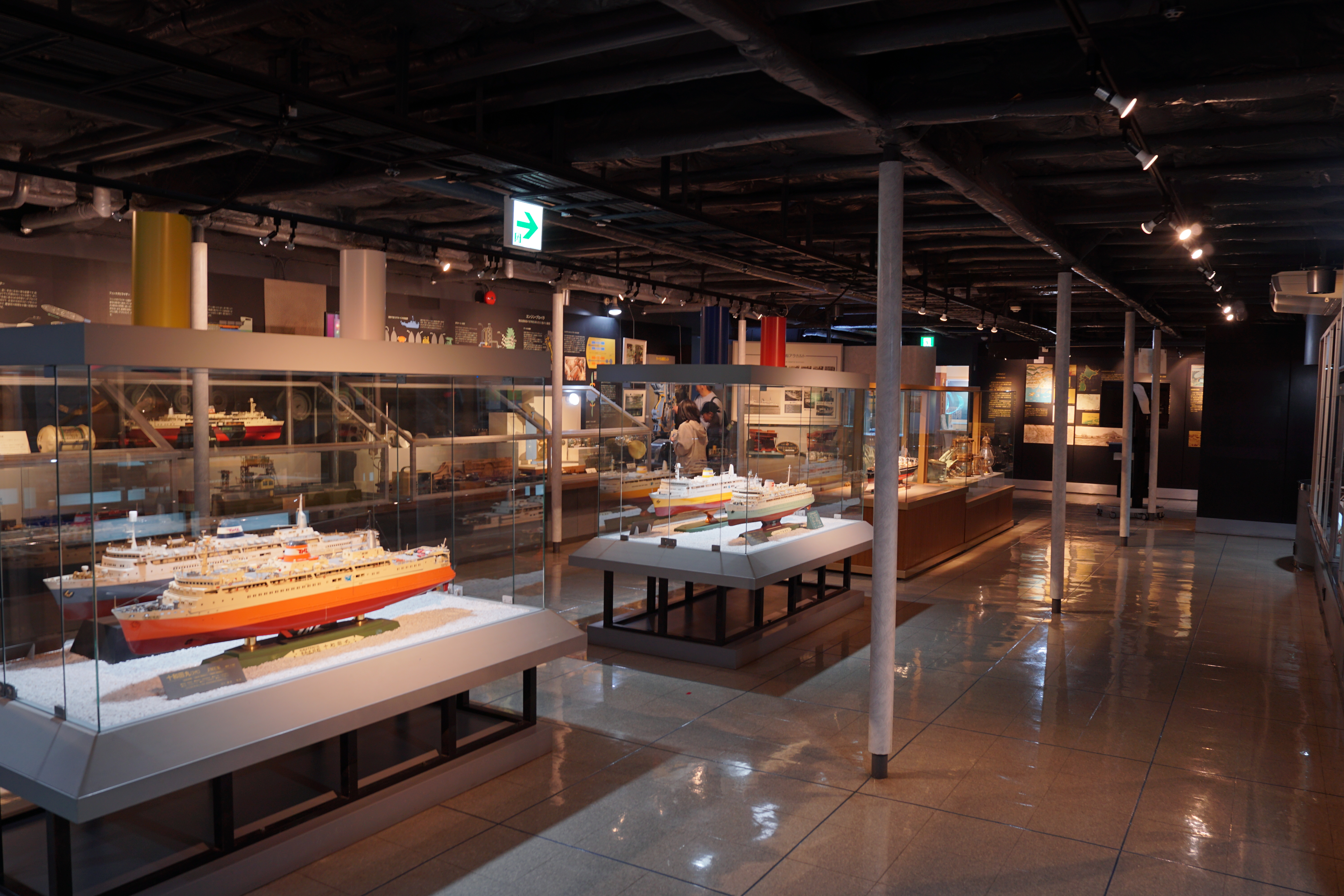
3階「船のしくみ展示室」

  - 青函連絡船のあゆみ（実際に使用された船具やミニチュア模型を展示）
  - グリーン指定椅子席(実物)
  - 普通椅子席(実物)
  - 船のしくみ展示室
  - シーサイドサロン
  - クイズ・ゲームコーナー
  - ライブラリーコーナー
  - 喫茶「ニューサロン海峡」
- 3階（屋外）
  - 自動車搭載区画（復元）
- 4階
  - 操舵室・無線通信室
  - 摩周丸ホール（多目的ホール）
  - 「ひも結び」コーナー
  - 普通船室絨毯席（実物部品を用い復元）
  - キッズコーナー
- 4階（屋外）
  - 救命筏・救命艇（実物）
  - 可変ピッチプロペラ（実物）
  - アンカーチェーン（実物）
- 5階
  - コンパス甲板
- 摩周丸は展示のための係留船で、海上に浮かぶ建築物とも見なされていることもあり消防法や建築基準法が適用されているほか、現在展示に供されていない区画（普通船室・グリーン自由席・貨車甲板・機関室・総括制御室・船首部など）に関しては原型を保ったままであるもののアスベストが残存しているほか、安全管理上の問題から非公開とされている[54]。ただし、貨車甲板などは展示室に操作盤のある遠隔操作カメラで、またグリーン自由席については遊歩甲板通路から窓越しに見学が可能となっている[54]。これらの施設が見学不可となっているのは、展示施設としての改造時に見学可能とすることを考慮しなかったためであり、改造費用面などの問題のほかに原型が損なわれるおそれがあることから、現段階では公開は考えていないという[54]。
- 修繕に関しては函館市の予算で施工する場合と、指定管理者側が日常的な保守管理のほか、一般より修繕金を募り工事を行う場合がある。

## アクセス
- JR北海道 函館駅より徒歩3分。